# كيث كريسماس
كيث كريسماس (بالإنجليزية: Keith Christmas)‏ هو مغن مؤلف بريطاني، ولد في 13 أكتوبر 1946.

## وصلات خارجية
- الموقع الرسمي
- كيث كريسماس على موقع ميوزك برينز (الإنجليزية)
- كيث كريسماس على موقع ديسكوغز (الإنجليزية)